# 津金佑近
津金 佑近（つがね すけちか、1929年3月20日 - 1978年8月7日）は、日本の政治家。元衆議院議員（日本共産党公認、1期）。

## 来歴
東京府（現・東京都）出身。早稲田大学中退。日本共産党に入り、党東京都委員会、同中央委員会に勤務し、1972年の衆院選で東京3区から出馬し初当選するが、1976年の衆院選で落選。議員在任中は党国対副委員長を務め、落選後は党中央委員、統一戦線部長などを歴任した。
1978年8月7日、東京都目黒区の民主商工会関係者と茨城県鹿島郡大洋村（現・鉾田市）の京知釜海水浴場で遊泳中に水死。鉾田署の調べでは、同海水浴場で遊泳中に心臓麻痺を起こして急死したものと見ている。